# Coelocrossa leptoxantha
Coelocrossa leptoxantha là một loài bướm đêm trong họ Geometridae.